# Günther-Prien-Schule (Litzmannstadt)

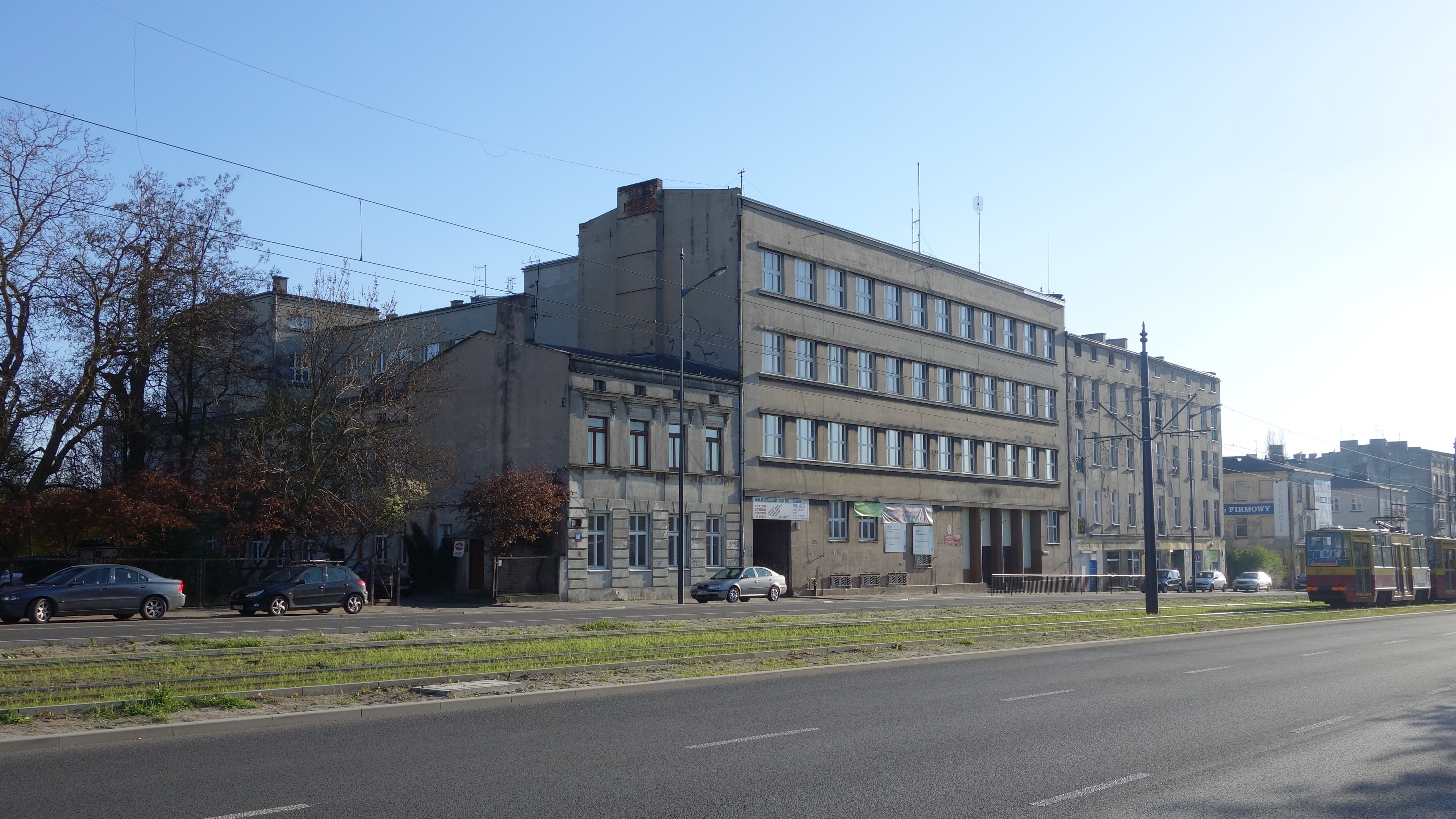
In der Mitte das Gebäude der Grundschule Nr. 4 von Łódź (2016), das von 1941 bis 1944 der Prienschule diente und sich auf einem schmalen länglichen Grundstück senkrecht zur Straße erstreckt

Die Günther-Prien-Schule bestand von 1941 bis 1945, in der Zeit des Nationalsozialismus, als staatliche Oberschule für Schüler deutscher Abstammung in der polnischen Stadt Łódź, die 1939 dem Deutschen Reich eingegliedert und 1940 in Litzmannstadt umbenannt worden war. Im Sommer 1941 wurde sie nach dem U-Boot-Kommandanten Günther Prien benannt.

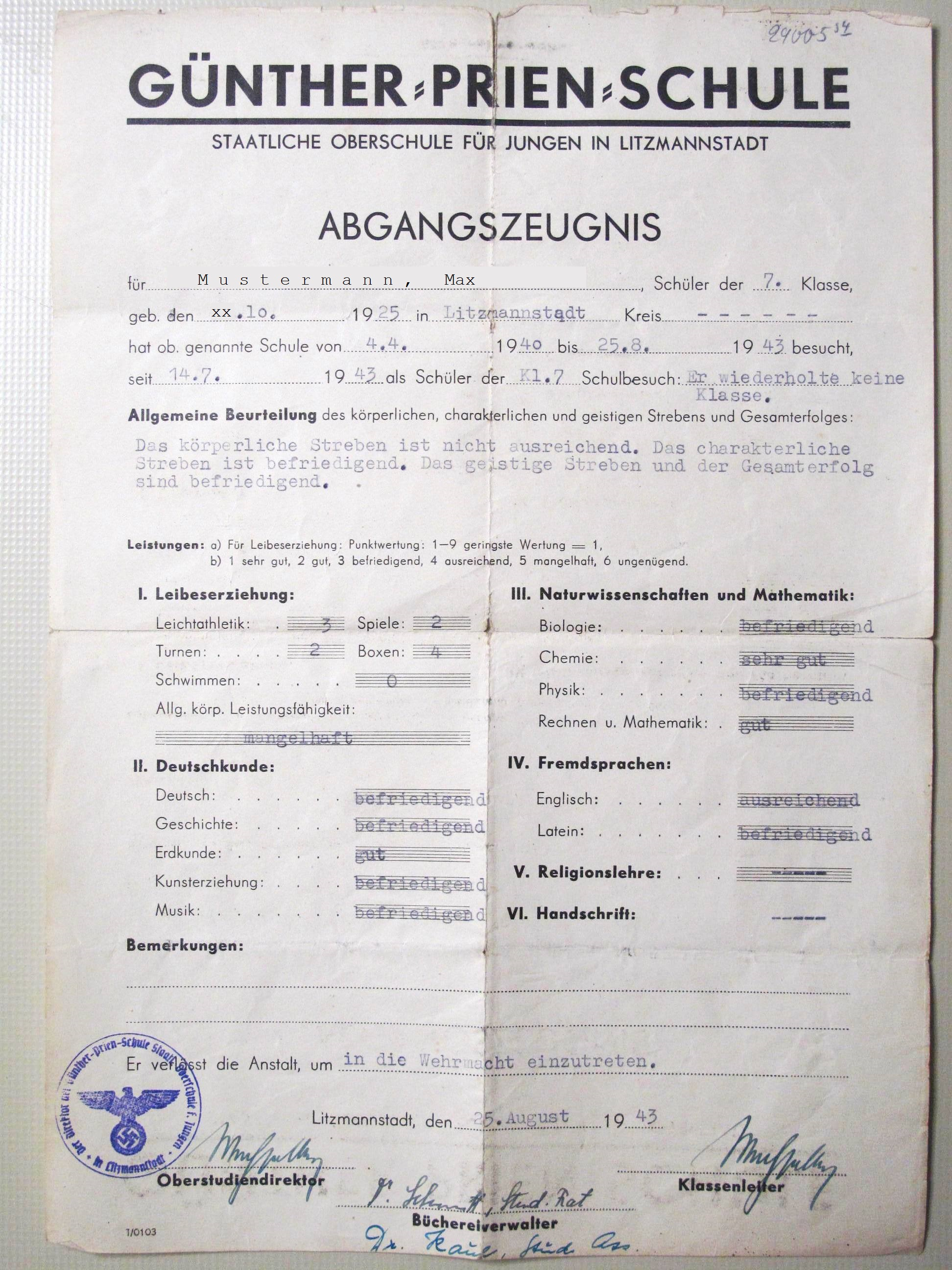
Abgangszeugnis der Günther-Prien-Schule Litzmannstadt für einen Schüler (Name geändert)

## Ausgangslage

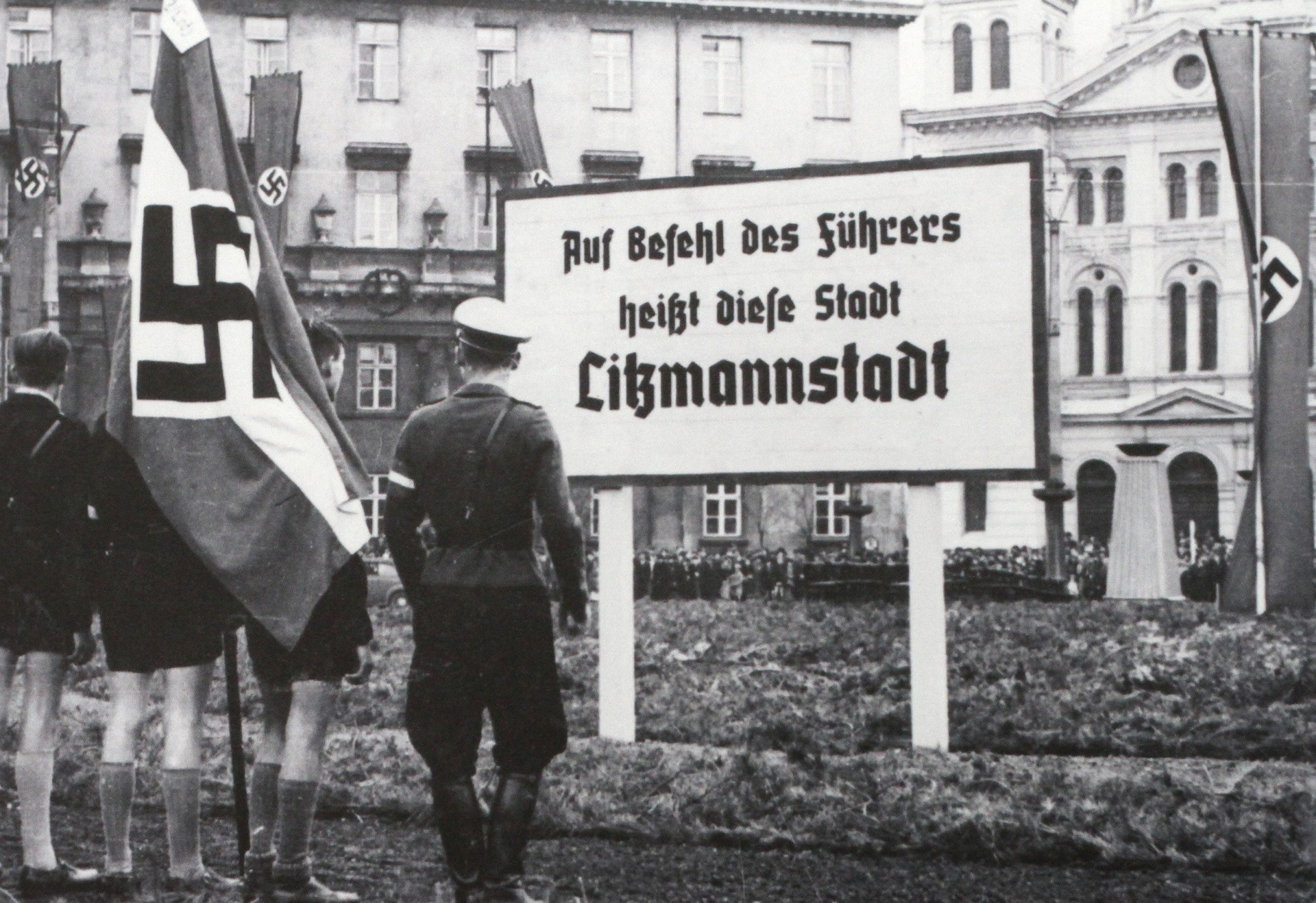
Schild zur Umbenennung von Lodz (1940) auf dem damals Deutschlandplatz genannten heutigen Plac Wolności (= Freiheitsplatz), rechts die ev. Trinitatiskirche

Wenige Tage nach dem Überfall auf Polen wurde am 9. September 1939 die Stadt Łódź an die deutsche Besatzungsmacht übergeben. In Polen lebten zu diesem Zeitpunkt mehrere Hunderttausend Menschen deutscher Herkunft; besonders hoch war deren Anteil in Łódź, was mit der speziellen Geschichte dieser Stadt zusammenhängt. Für die Łódźer Familien, die ihre Kinder zu einer deutschen Schule schicken wollten, bestanden schon seit Jahrzehnten unter anderem mehrere deutsche Volksschulen, die allerdings während der Zwischenkriegszeit zunehmend auf den Gebrauch der polnischen Sprache umgestellt wurden, so dass zuletzt nur noch die Fächer Deutsch und Religion auf Deutsch unterrichtet wurden. Außerdem gab es seit 1906 das Lodzer Deutsche Gymnasium (LDG), welches 1939 einschließlich seiner integrierten Volksschulklassen etwa 700 Schüler hatte.
Nach der Eingliederung der Stadt in den neu gegründeten Reichsgau Wartheland fanden auch die reichsweiten Bestimmungen zur Ausgestaltung des deutschen Schulwesens auf Łódź Anwendung. Familien deutscher Abstammung, deren Kinder bislang auf polnische Schulen gingen, wurden aufgefordert, ihre Kinder auf deutsche Schulen zu schicken, sei es auf die weiterhin bestehenden deutschen Volksschulen oder auf die deutschen Gymnasien. Ebenso wurden Familien deutscher Abstammung aufgefordert, sich ihrer Pflicht gemäß in die Deutsche Volksliste eintragen zu lassen. Diese Eintragung bedeutete de facto eine Einbürgerung als deutscher Staatsbürger, während die polnische Bevölkerung unter der deutschen Herrschaft erheblichen Benachteiligungen, Diskriminierungen und Drangsalierungen ausgesetzt war und die jüdische völlig ausgegrenzt und im April 1940 zur Ausbeutung bzw. Vernichtung ins Ghetto eingesperrt wurde. Auch das LDG wurde verstaatlicht, gleichgeschaltet, mit neuer Leitung versehen und Ende 1939 in Staatliche Oberschule für Jungen in Lodsch umbenannt. Łódź selbst wurde am 11. April 1940 nach General Litzmann benannt.
Innerhalb weniger Monate wiesen viele Łódźer Familien ihre Deutschstämmigkeit nach, sodass auf das LDG ein Strom von Schülern einsetzte, der weder räumlich noch personell bewältigt werden konnte. Hinzu kamen Familien aus dem „Altreich“, die aus beruflichen Gründen nach Łódź zogen. Die Klassen der Oberschule I (LDG) waren in kurzer Zeit überfüllt, und die Zustände verlangten nach der Einrichtung weiterer Oberschulen. Es bestand jedoch eine erhebliche Raumnot, da zahlreiche Organisationen des NS-Staates erheblichen Bedarf an Schulungsräumen hatten.

## Gründung

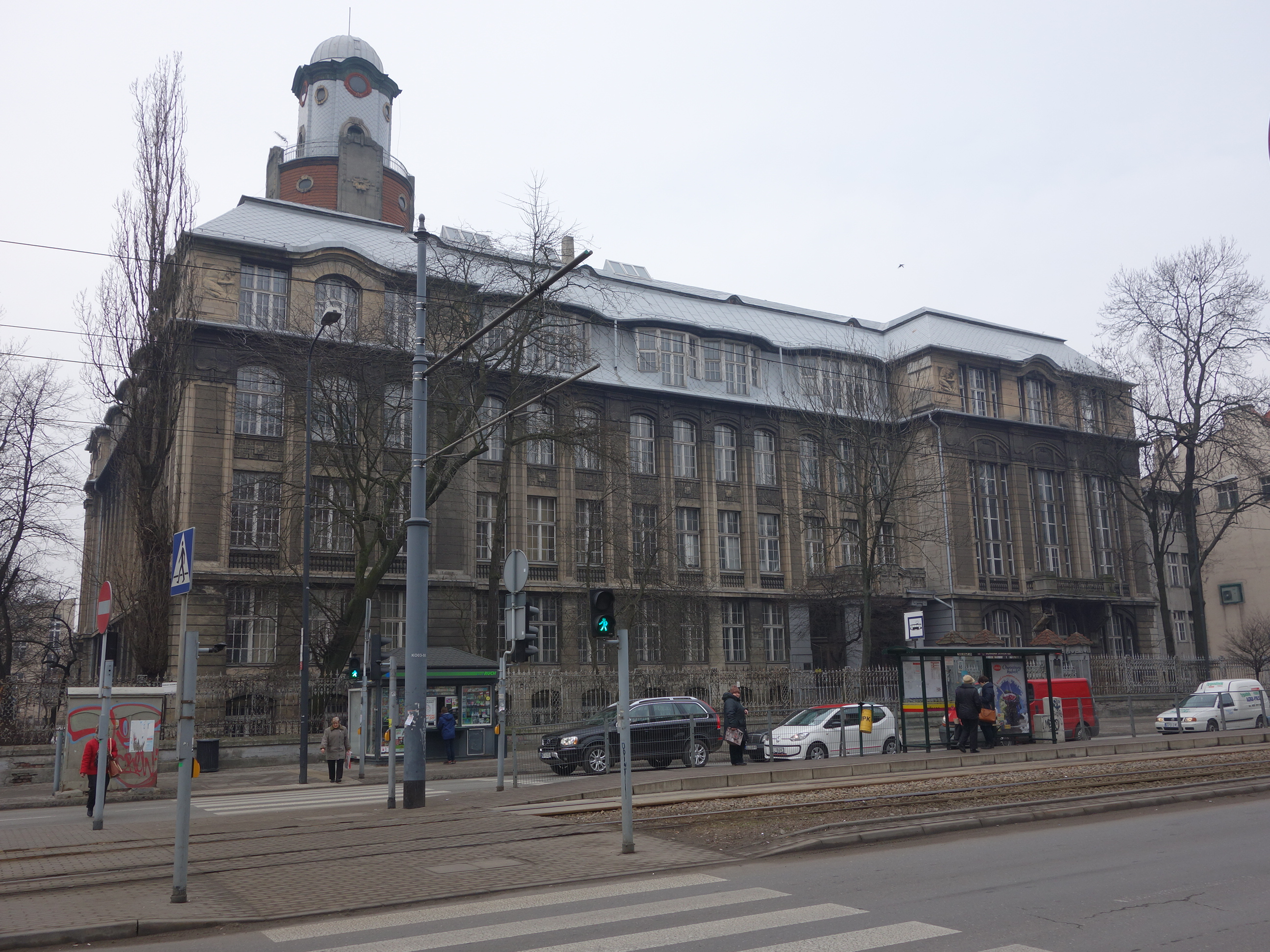
Gebäude des ehemaligen Łódźer Deutschen Gymnasiums (2015)

Pläne zur Teilung des LDG bzw. der Gründung einer zweiten Oberschule gab es schon früh. Anfang Oktober 1940 besuchten Vertreter des Berliner Bildungsministeriums das LDG. Am 26. Oktober 1940 erschien im Ostdeutschen Beobachter ein Artikel mit Aussagen von Gauamtsleiter Regierungspräsident Jäger zur Bedeutung der Schulen; darin heißt es: „Die Errichtung weiterer Oberschulen für die Großstädte Posen und Litzmannstadt ist geplant.“
Am 19. November 1940 existierte noch keine neue Schule, jedoch bereits eine Personalplanung für diese. Oberstudienrat Wendt, seit 1. Mai 1940 Mitarbeiter beim Regierungspräsidenten von Litzmannstadt, schrieb an den Reichsstatthalter des Warthegaus in Posen: „Die Oberschulen meines Dienstbereichs haben bei der augenblicklichen Besetzung folgende Fehlstellen aufzuweisen. a) Oberschule für Jungen in Litzmannstadt (…) Bei dieser Aufstellung ist der Bedarf für die baldigst abzuspaltende 2. Oberschule für Jungen miteingerechnet. Die Neugründung ist bis jetzt wegen Lehrermangels noch nicht durchgeführt.“
Im November 1940 schlug der Leiter der Oberschule für Jungen I vor, das vormalige LDG nach General von Briesen zu benennen; von Briesen hatte sich im September 1939 nahe Łódź große Verdienste beim Überfall auf Polen erworben. Ein im Dezember 1940 zu diesem Vorschlag abgefasstes Schreiben des Regierungspräsidenten Litzmannstadt an den Reichsstatthalter in Posen zur Umbenennung des LDG lässt den Gründungstag der Prienschule näher datieren: „Da nach den Weihnachtsferien die zweite Oberschule für Jungen in Litzmannstadt eröffnet werden soll, ist die Benennung der ersten dringend, um dauernden Verwechslungen vorzubeugen.“

## Provisorien der Anfangszeit

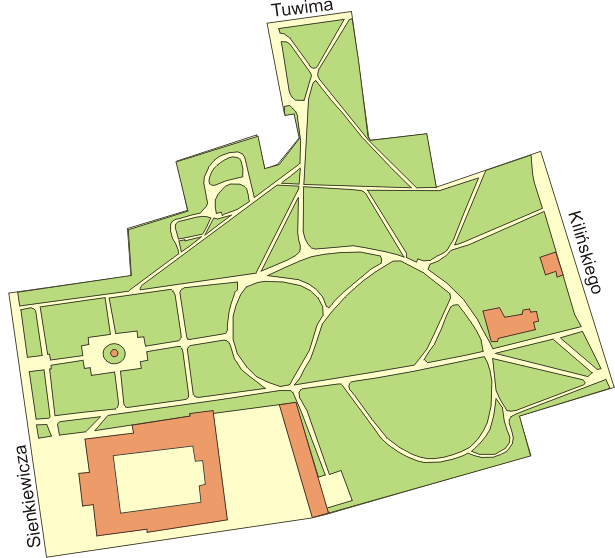
Lage des ersten Standorts (links unten) am Sienkiewicz-Park

Offenbar wurde die neue Schule formal kurz nach dem Jahreswechsel 1940/41 eingerichtet (gemäß Quellenlage in jedem Fall vor dem 28. Februar), allerdings zunächst in äußerst bescheidenem Rahmen: Anfangs war die neue Oberschule II mit gestaffeltem Vor- und Nachmittagsunterricht in einigen wenigen Räumen eines prachtvollen Schulgebäudes in der König-Heinrich-Str. 46 (zuvor und heute Sienkiewicza 46) untergebracht, unmittelbar neben dem Park Sienkiewicza (Henryk-Sienkiewicz-Park, damals Heinrichbusch). Die Schule war 1891 unter der Herrschaft des Zaren als russisches Jungengymnasium erbaut worden und trug von 1921 bis 1939 den Namen Piłsudski-Gymnasium. Da die Sowjetunion Piłsudski als Symbolfigur der polnischen Freiheit und des Polnisch-Sowjetischen Krieges (1919–1921) nicht sehr schätzte, ist dieses Gymnasium seit 1946 nach Tadeusz Kościuszko benannt und nicht zu verwechseln mit dem heutigen Piłsudski-Gymnasium von Łódź, das diesen Namen erst seit 2002 führt.
Zu den räumlichen Schwierigkeiten der ersten Monate berichtete am 28. Februar 1941 Oberstudienrat Wendt, Mitarbeiter beim Regierungspräsidenten von Litzmannstadt, an den Reichsstatthalter des Warthegaus in Posen:

„b) General von Briesen-Schule in Litzmannstadt.
Die von dieser Anstalt eingereichten Übersichten bedürfen insofern eines besonderen Studiums, da sich die volle Teilung zwischen der Briesen-Schule und der Staatlichen Oberschule für Jungen II aus den sattsam bekannten Raumnöten immer noch nicht hat durchführen lassen. So wie es der Staatlichen Oberschule für Jungen II möglich sein sollte, das große Gebäude der jetzigen SS-Unterführerschule in der Königsbacherstr. 41 beziehen zu können, gibt die Briesen-Schule einen jetzt aus den Klassen 3c, 4c, 5c, 6c bestehenden 3. Zug geschlossen ab. Da daneben eine Anzahl Klassen der Briesen-Schule überfüllt ist, wird für diese und die Staatliche Oberschule für Jungen II wohl eine weitere Klassenteilung unvermeidbar sein. Der dadurch entstehende Mehrbedarf lässt sich noch nicht ganz übersehen.
Die 8 m ist aufgehoben, der Religions-Unterricht in den Klassen 1 – 4 eingestellt, die Leibeserziehung auf 2 – 3 Wochenstunden verkürzt.
Die Doppelbeschäftigung einiger Lehrkräfte an den beiden Oberschulen für Jungen (Schwarz, Bielig, Bachmann, Launert, Arndt) ist ausserordentlich störend. Durch Heranziehung von Lehrkräften aus dem Altreich bin ich bemüht, diesen Zustand möglichst abzukürzen. (…)
c) Staatliche Oberschule für Jungen II in Litzmannstadt.
Die Schule kann sich aus Raumnöten nicht entfalten (vergl. das bei b Gesagte). Es fehlen ihr 1 Kunsterzieher, 1 Leibeserzieher (…). Mit dem Beziehen des neuen Schulgebäudes und der dadurch ermöglichten Klassenteilung wäre noch nötig 1 Anglist, 1 Erdkundler (…)
d) Staatliche Oberschule für Mädchen in Litzmannstadt.
Klassenteilungen sind in der Unterstufe nötig, können aber erst durchgeführt werden, wenn die 2. Oberschule für Mädchen eröffnet werden kann. Dies hängt am Umzug der 2. Staatlichen Oberschule für Jungen, die jetzt mit Vor- und Nachmittagsunterricht völlig unzureichend im halben Erdgeschoss des ehemaligen Pilsudski-Gymnasiums in der König Heinrichstr. 46 untergebracht worden ist. Für den Fall der Neugründung einer 2. Oberschule für Mädchen werden benötigt: (…) 1 Lehrkraft mit Mathematik, Physik (evtl. der als Leiter vorgesehene Studienrat Wechselberg aus Seesen, dessen Uk-Stellung mir von der Luftwaffe in Aussicht gestellt worden ist).“

## Namensgebung und Umzug

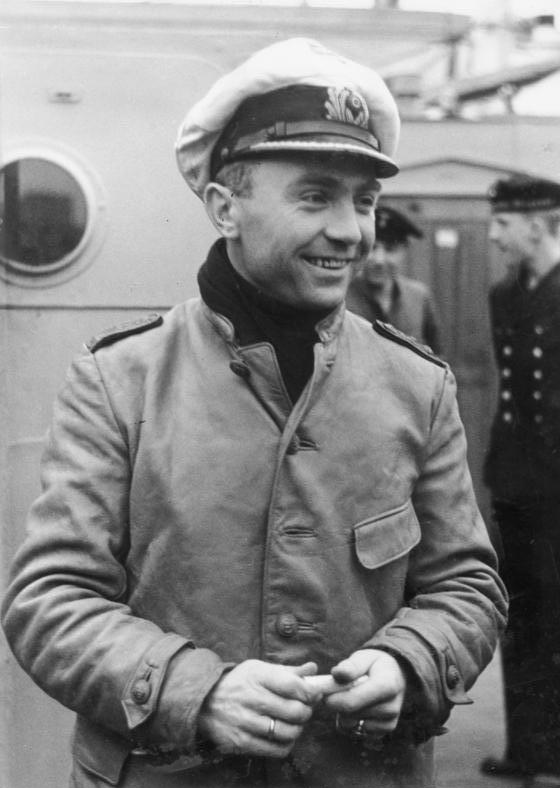
Günther Prien an Bord eines Kriegsschiffs (1940)

Am 30. Mai 1941 beantragte der Schulleiter Rommel beim Reichsstatthalter in Posen für seine Oberschule für Jungen II den Namen Günther-Prien-Schule. Zur Begründung führte er aus: „Günther Prien war der volkstümlichste Seeheld dieses Krieges. Seine Gestalt ist jedem deutschen Jungen gegenwärtig. Für die Jungen dieser Schule, die fast alle Rückwanderer sind, ist es besonders wichtig, sie mit dem Erleben dieser ersten Zeit, die sie im Großdeutschen Reich verbringen, besonders fest zu verknüpfen. Dazu wird dieser Name in hervorragendem Maße geeignet sein.“

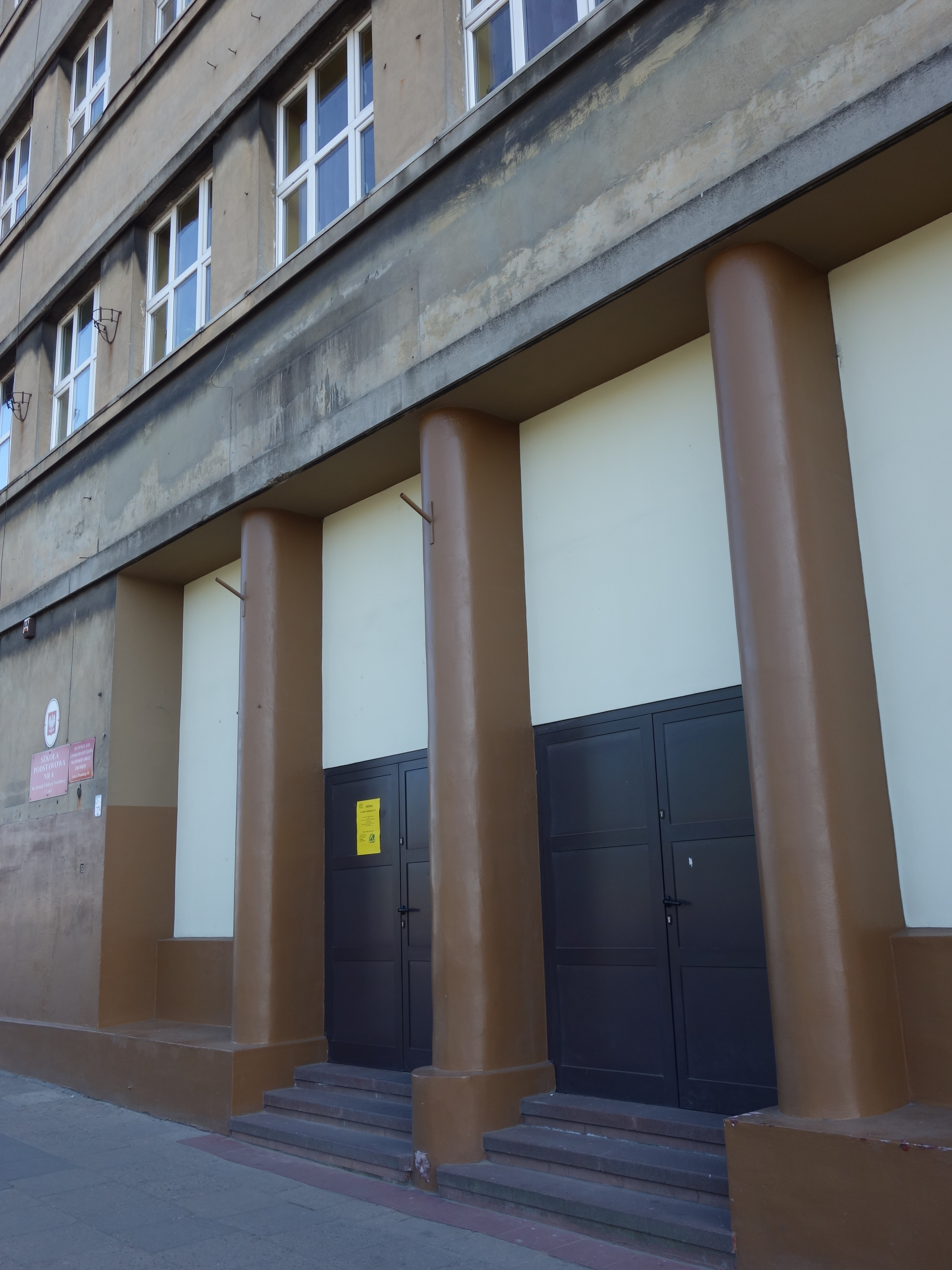
Haupteingang der Schule am neuen Standort in der Ostlandstraße 191 (2016)

Ab dem Schuljahr 1941/42 sollte das LDG vierzügig, die Prienschule wegen Raummangels zunächst nur einzügig geführt werden. Herr Wendt schrieb hierzu am 14. Juni 1941 an Posen:
„Gemäß (…) berichte ich, daß (…) folgende Lehrkräfte mit Beginn des neuen Schuljahres noch angefordert werden müssen:
1.) General von Briesen-Schule Litzmannstadt: (6 Lehrkräfte)
Hierbei ist der Unterrichtsbedarf der Anstalt für vier Züge berechnet, da die Oberschule für Jungen II vorläufig aus Raummangel nur einzügig gehalten werden kann.
2.) Oberschule für Jungen II Litzmannstadt: (2 Lehrkräfte)
Diese Oberschule setzt im neuen Schuljahr die 8. Klasse auf und führt demnach einen durchgängigen Zug. Ist der Umzug der Anstalt in das Gebäude Königsbacherstr. 41 während der Sommerferien möglich, wird automatisch ein voller Zug von der Briesen-Schule an diese Anstalt überführt.“
Kurz darauf erfolgte zum 1. Juli 1941 der Umzug der jungen Schule vom Piłsudski-Gymnasiums-Erdgeschoss an den nunmehr Ostlandstraße 191 genannten neuen Sitz, was allerdings bei der Adressierung von Post aus Posen während der folgenden zwei Jahre oft übersehen wurde. Daraus folgt, dass das LDG fortan zunächst nur dreizügig, die Prienschule hingegen zweizügig geführt worden sein müsste.
In der Nähe der Schule, etwa 300 Meter östlich auf der gegenüberliegenden Straßenseite, lag ein Sportplatz, was offenbar gerade unter der NS-Herrschaft ein wichtiges Kriterium für einen Schulstandort bildete. Dieser Sportplatz ist auf einem Luftbild von 1942 zu erkennen, auf dem polnischen Stadtplan 1939 schemenhaft eingezeichnet und auf dem von 1948 sehr deutlich.
Dass der Umzug im Sommer 1941 erfolgte, bestätigt das Schreiben des Wendt vom 9. Juli 1941 an Oberstudiendirektor Bahr in der Reichsstatthalterei in Posen. Ob dort wirklich direkt zwei Züge eingerichtet wurden, lässt es jedoch offen: „Mit Wirkung vom 1.7.41 ab habe ich nach neunmonatelangen Kämpfen das ehemalige Pilsudski-Gymnasium in der König-Heinrich-Str. 46 freibekommen. Damit könnte die Abspaltung der Klassen 1 – 5 der neuen Oberschule für Mädchen II verfügt werden (…). Mit dem 1.8.41 werden in der bisherigen SS-Unterführerschule 8 Räume frei, so dass die einzügige Oberschule für Jungen II in Früh- und Nachmittagsunterricht unter ihrem neuen Chef Wechselberg dort hinziehen kann. Rommel hat die Oberschule für Mädchen I (Sprachliche Form) erhalten.“
Auch ein Reisebericht des Sachbearbeiters Ministerialrat Fleischmann über seine Dienstreisen im Regierungsbezirk Litzmannstadt vom 6. bis 10. Oktober 1941 spricht weiterhin von Raumnot und macht darüber hinaus nähere Angaben zur Person des neuen Leiters Wechselberg: „Am Donnerstag, den 9. Oktober, wurden die Günther-Prien-Schule, Oberschule für Jungen, und die beiden Oberschulen für Mädchen in Litzmannstadt besucht. Die Günther-Prien-Schule befindet sich im 3. Stock der SS-Unterführerschule, Ostlandstr. 191, ziemlich an der südöstlichen Peripherie der Stadt. Sie ist augenblicklich räumlich noch sehr beengt, da sich der Umzug des SS-Abschnitts und der SS-Unterführerschule der baulichen Schwierigkeiten wegen immer wieder verzögerte, doch soll der 2. Stock Anfang Dezember frei werden, sodaß dann einige naturwissenschaftliche Räume eingerichtet werden könnten. Der Leiter der Schule ist der aus Braunschweig stammende Studienrat Wechselberg, der leider durch eine im Frankreichfeldzug sich zugezogene Ruhr gesundheitlich nicht ganz auf der Höhe ist. Trotzdem er gerade in diesen Tagen wieder stark damit zu tun hatte, machte er sowohl im Unterricht wie besonders bei den Unterrichtsbesprechungen der gemeinsam gehörten Stunden in jeder Beziehung einen sehr guten Eindruck. Man hat bei ihm das bestimmte Gefühl, daß hier die Schule einen Leiter bekommt, der geeignet ist, seine Gefolgschaft wirklich zu führen und sie einheitlich auszurichten.“

## Höhepunkt der Entwicklung in der Ostlandstraße

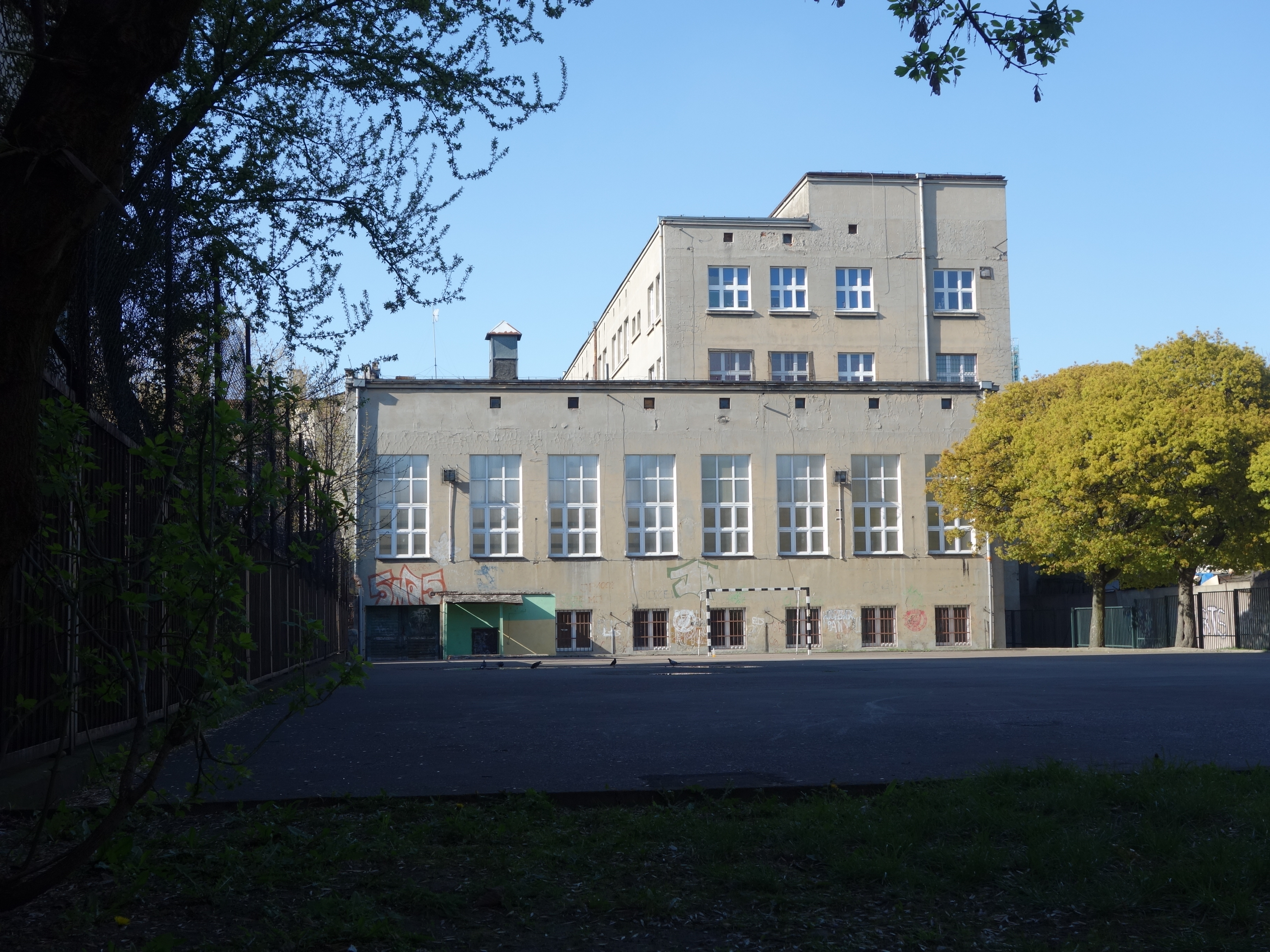
Ansicht von Süden mit der Turnhalle (2016)

In der Lokalpresse wurde die Prienschule Anfang 1942 noch als „neu“ bezeichnet. In einem Artikel über eine Gedenkfeier vom 16. Januar 1942 zum Geburtstag des Kriegshelden mit Studienassessor Heinitz heißt es: „Die neue Litzmannstädter Oberschule in der Ostlandstraße darf den Namen Günther Priens tragen. Wie stolz die Jungen auf diese Auszeichnung sind, das spürt man erst so recht, wenn sie sich an den Gedenktagen, sei es am Tage von Scapa Flow oder zum Geburtstag Günther Priens, im Festsaal zu einer Feierstunde versammeln.“
Der Zustrom deutscher Jungen auf die beiden Oberschulen hielt jedoch weiterhin an. Ein Schreiben aus dem ersten Halbjahr 1942 führt dazu aus: „Die zunehmende Schülerzahl der General von Briesen-Schule in Litzmannstadt macht die möglichst baldige Errichtung einer 3. Oberschule für Jungen in Litzmannstadt zur unumgänglichen Notwendigkeit. Die 2. Oberschule für Jungen, die Günther Prien-Schule, liegt verhältnismäßig ungünstig an der östlichen Peripherie der Stadt in fast völlig polnischer Umgebung und kann vorläufig über den einen vorhandenen Zug nicht weiter ausgedenht werden, da die übrigen Räume von der SS-Unterführerschule, der anfangs das gesamte Gebäude gehörte, belegt sind. Die General von Briesen-Schule hat selber bereits 24 Klassen und ist nicht mehr in der Lage, eine weitere Klasse bei sich aufzunehmen (…)“
Mit Schreiben vom 11. Juli 1942 teilte das Bildungsministerium mit, dass es „mit der Errichtung einer dritten Oberschule für Jungen in Litzmannstadt“ einverstanden sei und hierzu 80.000 Reichsmark zur Verfügung stelle. Die dritte Oberschule ging offenbar wirklich in Betrieb. Im Standardwerk zu den Łódźer deutschen Gymnasien heißt es: „Im August 1942 wurde in Heinzelhof Julianow die neue Litzmannstädter Oberschule III. eröffnet. Leider brachte sie der Briesenschule nicht die ersehnte und oft zugesagte Entlastung, da sie nur für Umsiedler bestimmt war“ also für Kinder deutscher bzw. deutschstämmiger Eltern, die aus dem Baltikum oder anderen Gebieten Osteuropas unter der Losung „Heim ins Reich“ in den neuen Warthegau umgesiedelt wurden. Auch die Lokalpresse belegt ihre Existenz, so enthalten die „Amtlichen Bekanntmachungen“ der Litzmannstädter Zeitung vom 27. Juni 1944 die Ankündigung: „Aufnahmeprüfungen für die Oberschulen. 1. Die drei Oberschulen für Jungen (General-von-Briesen-Schule, Günther-Prien-Schule, Oberschule III) prüfen am Donnerstag, dem 29.6., um 8 Uhr, jede in ihrem Schulgebäude, und zwar für die ersten und für alle höheren Klassen (entgegen den früheren anderslautenden Benachrichtigungen).“

## Ende und Nachlass

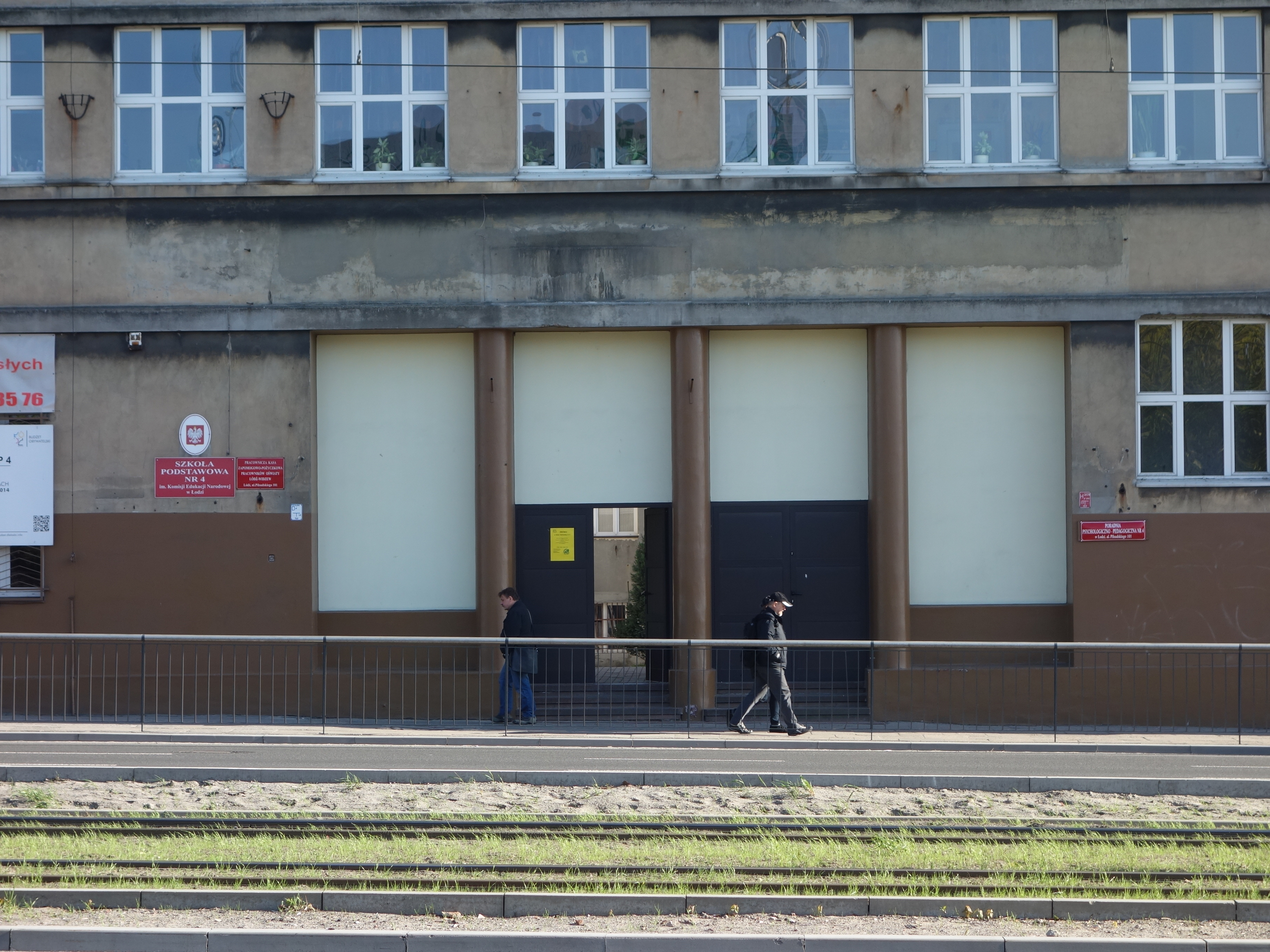
Haupteingang mit Blick auf den Innenhof (2016)

Spätestens vom Sommer 1943 an wurden zahlreiche Schüler höherer Klassen auch von der Prienschule zum Dienst bei der Wehrmacht einberufen und es gab zu diesem Zeitpunkt nur noch vier Schüler in der obersten (achten) Klasse.
Spätestens Anfang 1944 wurden auch Schüler der mittleren Klassen herangezogen, um als sogenannte Luftwaffenhelfer eingesetzt zu werden. Für sie wurden spezielle Luftwaffenhelfer-Klassen eingerichtet, an denen sie neben ihren militärischen Pflichten teilnehmen konnten.
Am 4. Oktober 1944 teilte der stellvertretende Schulleiter Karl von Zeddelmann dem Reichsstatthalter in Posen mit, dass „Das Gebäude der Günther-Prien-Schule von einem Militärlazarett besetzt worden ist. Ab 3. Oktober 1944 befindet sich die Schule in der König-Heinrichstr. 46. Da der Schule nur die notwendigsten Räume zum Abstellen des Schulinventars verblieben sind, hat die Geschäftsführung der Schule auch in die König-Heinrichstr. übergeführt werden müssen. Auch die Klassen der General v. Briesen-Schule, die bisher im Gebäude der Günther-Prien-Schule unterrichtet wurden, haben ihren Unterricht nunmehr in der König-Heinrichstrasse.“
Noch Anfang Januar 1945 herrschte offenbar weitgehend geregelter Schulbetrieb, so sind beispielsweise Abmeldebescheinigungen zweier Schüler der 4a erhalten geblieben, welche von Zeddelmann dem Oberbürgermeister mit Datum vom 6. Januar 1945 ausstellte.

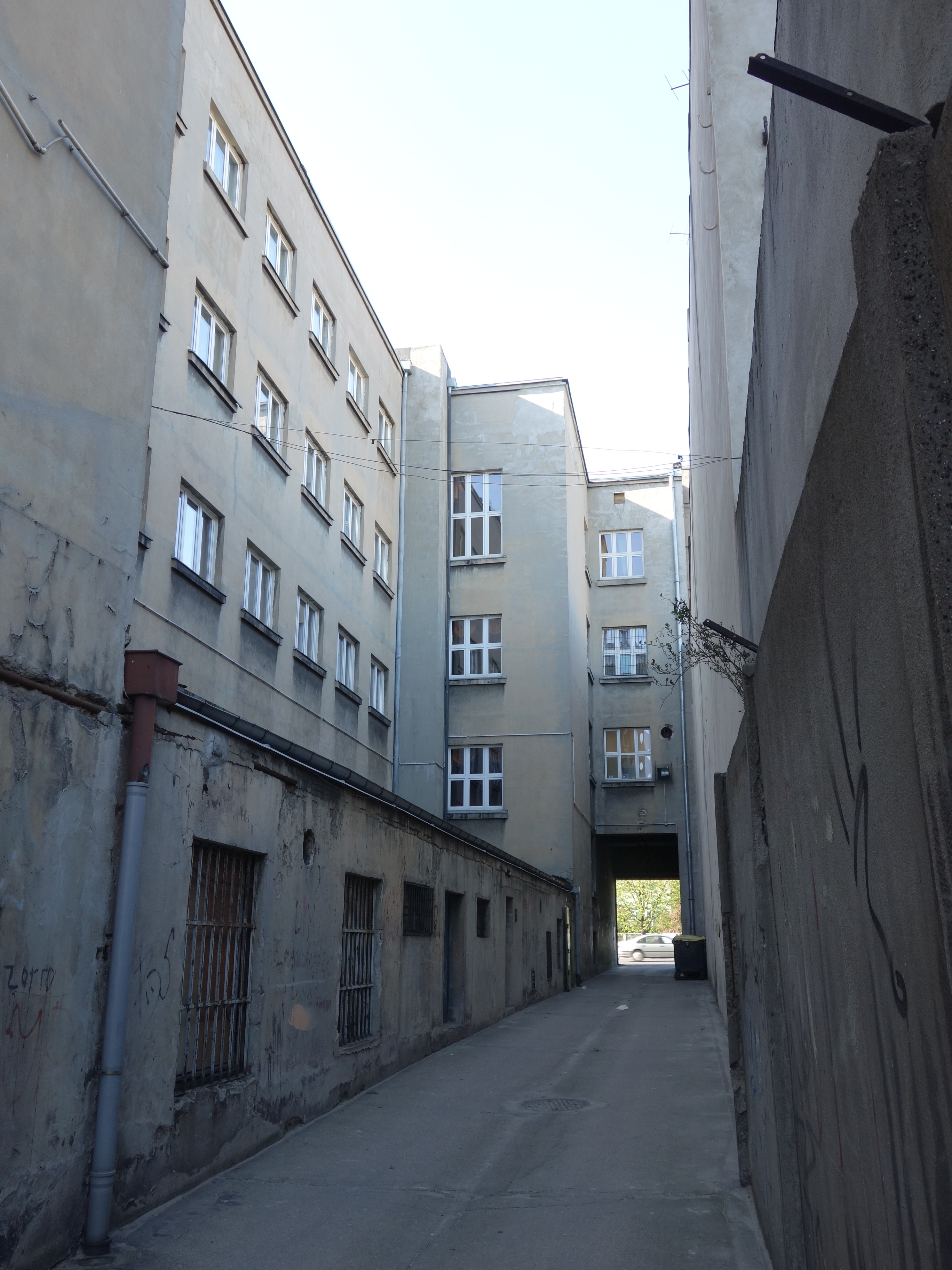
Links die Ostseite des Schulgebäudes; Blick durch die Einfahrt in Richtung Norden auf die Hauptstraße (2016)

Nachdem die sowjetische Großoffensive am 19. Januar Łódź erreichte und die Stadt innerhalb kürzester Zeit überrollte, wurden Teile der deutschen Bevölkerung viel zu spät und mit unzureichender Vorbereitung aus Łódź evakuiert und große Teile der Schulunterlagen verblieben in Łódź.
Das Gebäude der Prienschule wurde nach Ende der deutschen Besatzung wieder als polnische Schule genutzt und beherbergt bis heute die Szkoła Podstawowa Nr. 4.
Zu den in Łódź zurückgebliebenen Unterlagen zählen diverse Aufzeichnungen, Mitteilungen, Listen sowie auch einige Klassenbücher und die Personalbögen fast aller einzelnen Schüler. Alle Unterlagen befinden sich heute im staatlichen Archiv von Łódź (Archiwum Państwowe w Łodzi) in der Zweigstelle Kościuszki 121 unter der Bestandsnummer 269/5. Lediglich die Personalbögen (im Archiv bezeichnet als Akta postępów uczniów, also „Akten über die Fortschritte der Schüler“) für die mit O bis S beginnenden Nachnamen fehlen.

## Pädagogisches Klima

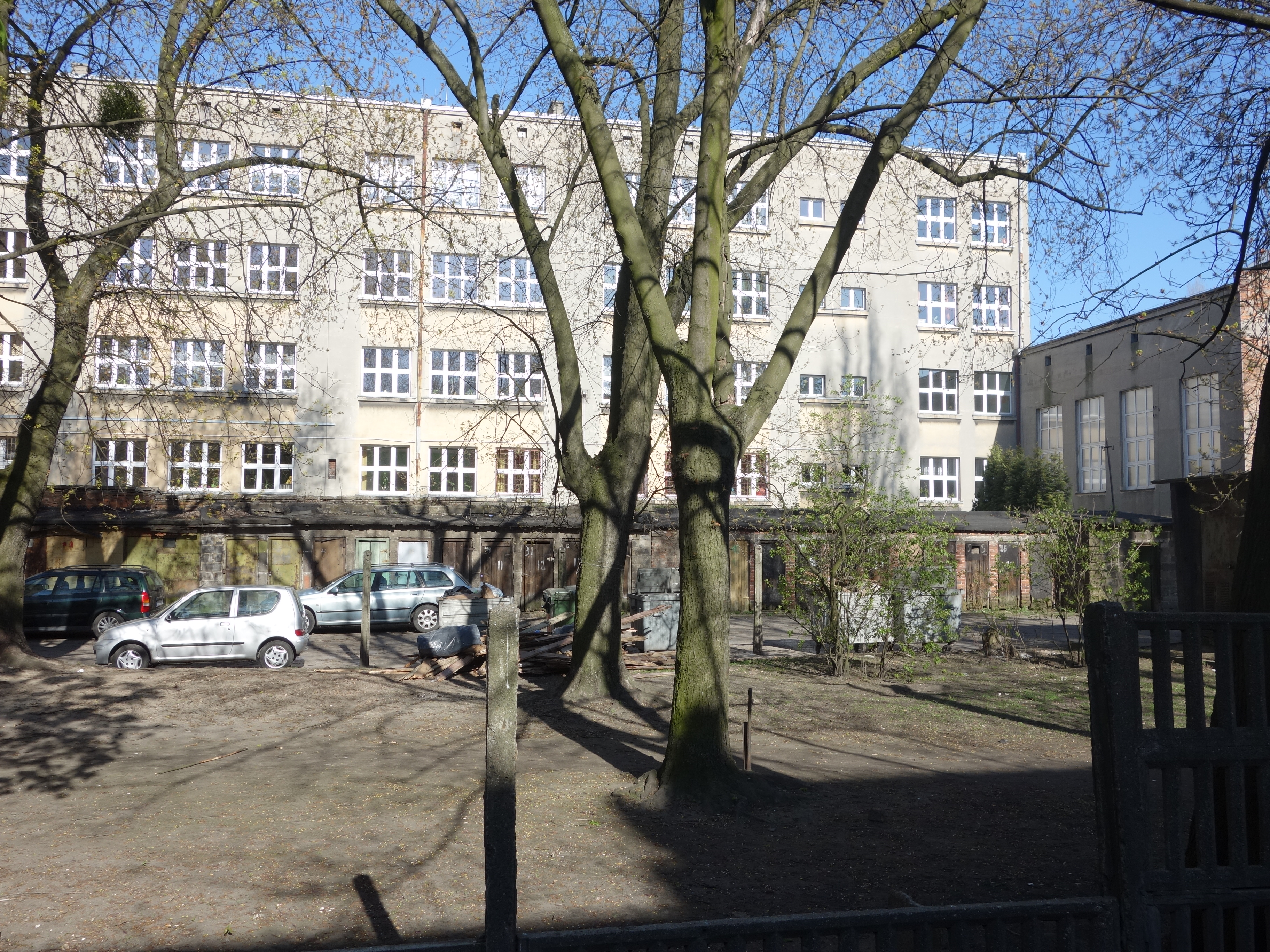
Ansicht von Westen: rechts die Turnhalle, hinter der einstöckigen Holzhäusern-Reihe erstreckt sich der Schulhof (2016)

Zeitzeugen beschreiben die Atmosphäre der Schule als modern, insbesondere im Vergleich zum LDG, das sich anscheinend auch während des Krieges Reste des Charakters eines humanistischen Traditionsgymnasiums bewahren konnte. Allerdings darf man nicht vergessen, dass die Gründung der Prienschule mit dazu dienen sollte, die „Germanisierung“ des neuen Warthegaus voranzutreiben. Der Leiter der Schule, Ernst Wechselberg, soll der jüngste Schulleiter im gesamten Reich gewesen und zum Unterricht des Öfteren in SS-Uniform erschienen sein.

## Andere Namen der Ostlandstraße

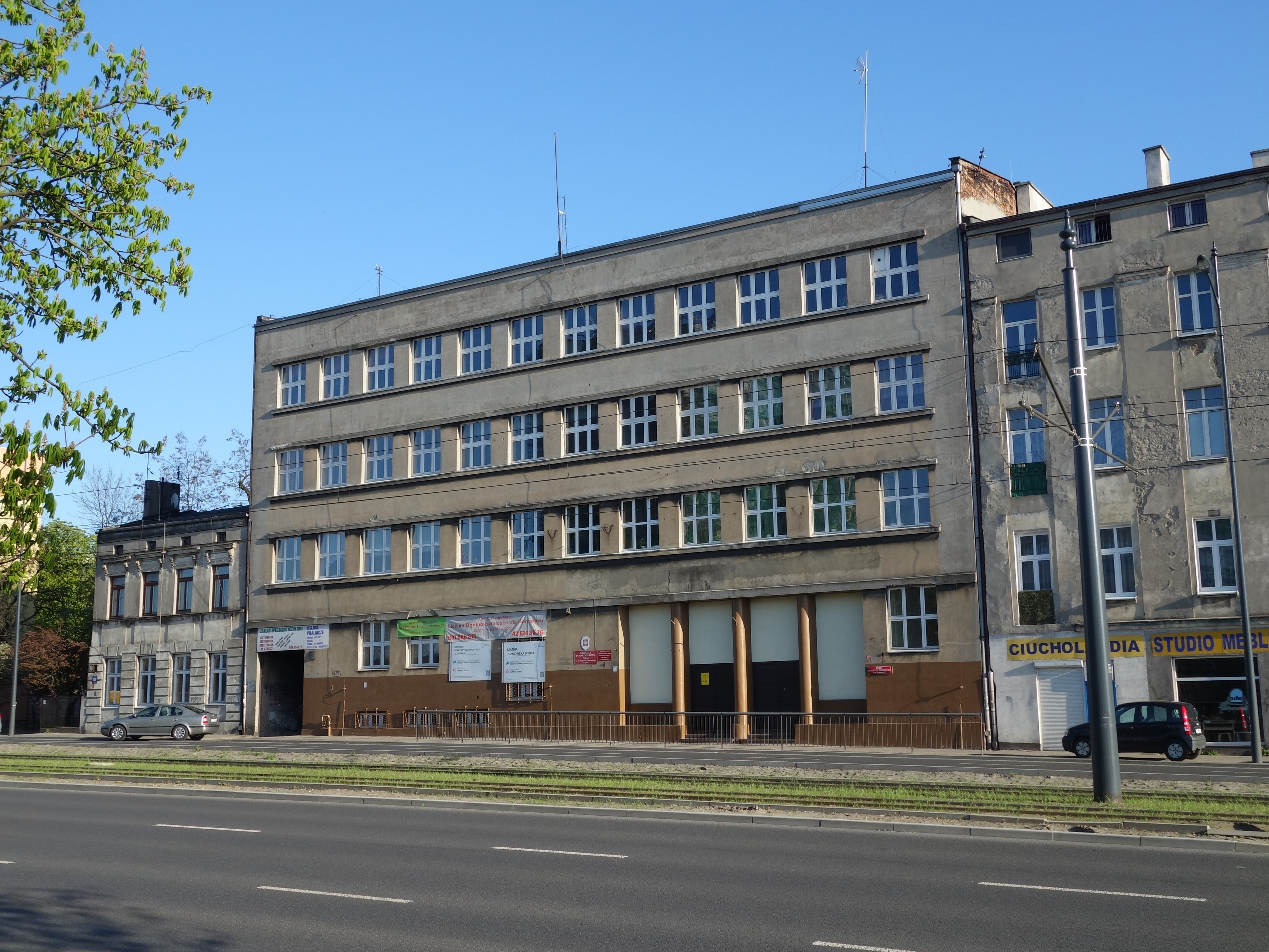
Die Schule von Norden gesehen (2016)

Die Günther-Prien-Oberschule war die meiste Zeit ihres kurzen Bestehens in der Ostlandstraße 191 angesiedelt. Diese Adresse wurde jedoch mehrmals umbenannt und umgenummert. Nach dem Zusammenbruch der Sowjetunion 1991 schließlich bekam die Straße den Namen Aleja Józefa Piłsudskiego (Piłsudski-Allee) und erneut einen anderen Startpunkt, so dass die Hausnummer seitdem 101 lautet.